# Sundance Film Festival/Großer Preis der Jury – Bester Spielfilm

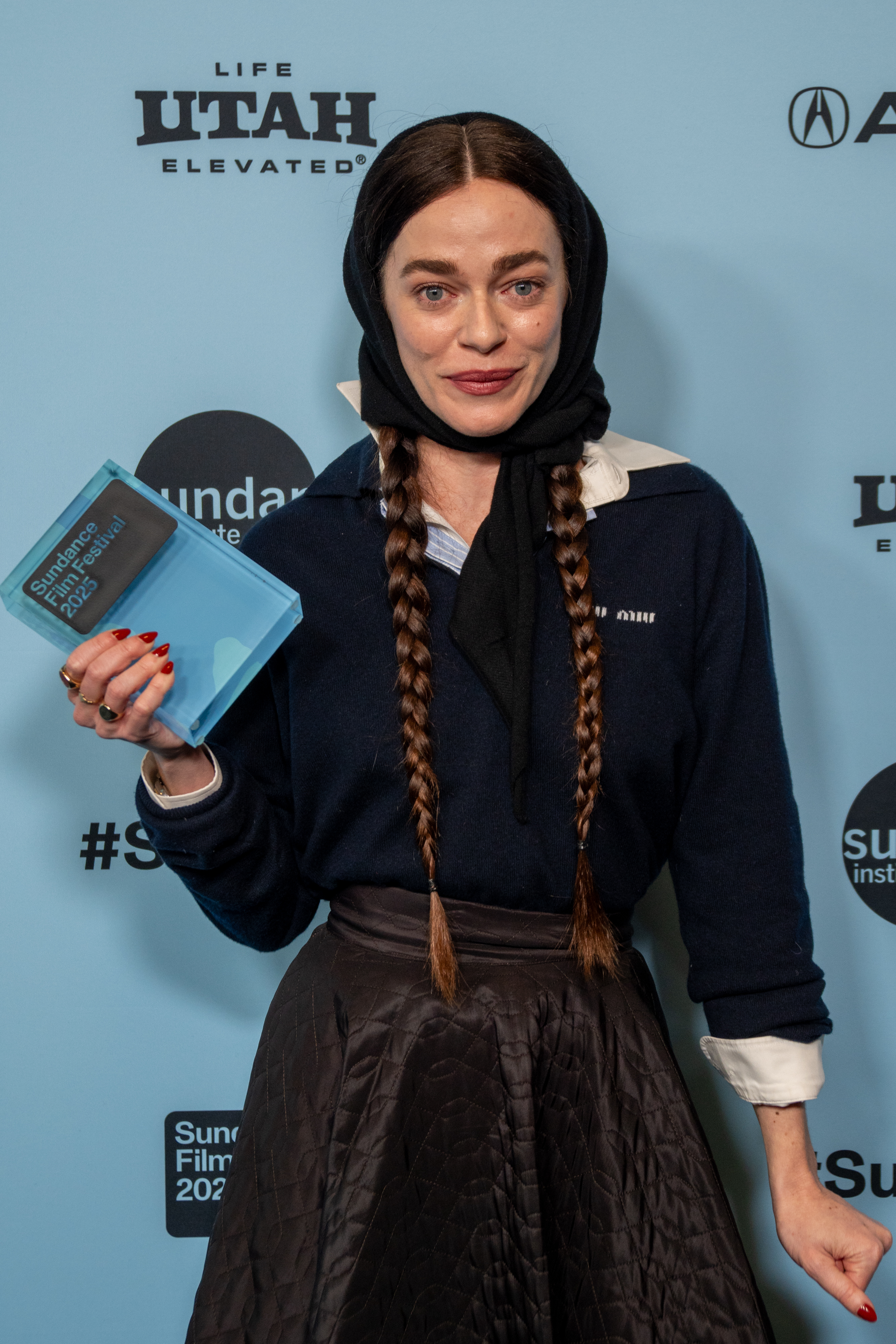
Preisträgerin 2025: Hailey Gates für Atropia

Mit dem Großen Preis der Jury (U.S. Grand Jury Prize: Dramatic) wird beim jährlich veranstalteten Sundance Film Festival der beste US-amerikanische Spielfilm (inklusive Koproduktionen) im Wettbewerb prämiert. Damit gilt dieser als wichtigste Auszeichnung des Filmfestivals, neben dem Großen Preis der Jury für Dokumentarfilme.
Der Auszeichnung wird seit der ersten Auflage des Filmfestivals im Jahr 1984 vergeben. Über die Vergabe entscheidet eine jährlich wechselnde, drei Mitglieder zählende Jury, die i. d. R. aus US-amerikanischen Filmschaffenden besteht. Bisher konnte kein Regisseur die Auszeichnung mehr als einmal gewinnen. Coda, Preisträger von 2021, gewann ein Jahr später den Oscar in der Kategorie Bester Film. Die Gewinnerfilme Precious – Das Leben ist kostbar (2009), Winter’s Bone (2010), Beasts of the Southern Wild (2012), Whiplash (2014) und Minari – Wo wir Wurzeln schlagen (2020) wurden ebenfalls ein Jahr später für den Oscar nominiert.
| Jahr | Originaltitel                                   | Deutscher Titel                               | Regie                                 |
| ---- | ----------------------------------------------- | --------------------------------------------- | ------------------------------------- |
| 1984 | Old Enough                                      | Girls Wanna Have Fun                          | Marisa Silver                         |
| 1985 | Blood Simple                                    | Blood Simple                                  | Joel Coen                             |
| 1986 | Smooth Talk                                     | Bedrohliches Geflüster                        | Joyce Chopra                          |
| 1987 | The Trouble with Dick                           | Viel Ärger um Dick                            | Gary Walkow                           |
| 1987 | Waiting for the Moon                            | Warten auf den Mond                           | Jill Godmilow                         |
| 1988 | Heat and Sunlight                               | k. A.                                         | Rob Nilsson                           |
| 1989 | True Love                                       | Wahre Liebe                                   | Nancy Savoca                          |
| 1990 | Chameleon Street                                | Douglas Street – Das Chamäleon                | Wendell B. Harris Jr.                 |
| 1991 | Poison                                          | Poison                                        | Todd Haynes                           |
| 1992 | In the Soup                                     | In the Soup – Alles Kino                      | Alexandre Rockwell                    |
| 1993 | Public Access                                   | k. A.                                         | Bryan Singer                          |
| 1993 | Ruby in Paradise                                | Ruby in Paradise                              | Victor Nuñez                          |
| 1994 | What Happened Was                               | k. A.                                         | Tom Noonan                            |
| 1995 | The Brothers McMullen                           | Kleine Sünden unter Brüdern                   | Edward Burns                          |
| 1995 | The Young Poisoner’s Handbook                   | Das Handbuch des jungen Giftmischers          | Benjamin Ross                         |
| 1996 | Welcome to the Dollhouse                        | Willkommen im Tollhaus                        | Todd Solondz                          |
| 1997 | Sunday                                          | Sunday                                        | Jonathan Nossiter                     |
| 1998 | Slam                                            | Slam                                          | Marc Levin                            |
| 1999 | Three Seasons                                   | Three Seasons                                 | Tony Bui                              |
| 2000 | Girlfight                                       | Girlfight – Auf eigene Faust                  | Karyn Kusama                          |
| 2000 | You Can Count on Me                             | You Can Count on Me                           | Kenneth Lonergan                      |
| 2001 | The Believer                                    | Inside a Skinhead                             | Henry Bean                            |
| 2002 | Personal Velocity: Three Portraits              | k. A.                                         | Rebecca Miller                        |
| 2003 | American Splendor                               | American Splendor                             | Robert Pulcini, Shari Springer Berman |
| 2004 | Primer                                          | Primer                                        | Shane Carruth                         |
| 2005 | Forty Shades of Blue                            | Forty Shades of Blue                          | Ira Sachs                             |
| 2006 | Quinceañera                                     | Echo Park L.A.                                | Richard Glatzer, Wash Westmoreland    |
| 2007 | Padre Nuestro                                   | Padre Nuestro – Vater unser                   | Christopher Zalla                     |
| 2008 | Frozen River                                    | Frozen River                                  | Courtney Hunt                         |
| 2009 | Precious: Based on the Novel “Push” by Sapphire | Precious – Das Leben ist kostbar              | Lee Daniels                           |
| 2010 | Winter’s Bone                                   | Winter’s Bone                                 | Debra Granik                          |
| 2011 | Like Crazy                                      | Like Crazy                                    | Drake Doremus                         |
| 2012 | Beasts of the Southern Wild                     | Beasts of the Southern Wild                   | Benh Zeitlin                          |
| 2013 | Fruitvale Station                               | Nächster Halt: Fruitvale Station              | Ryan Coogler                          |
| 2014 | Whiplash                                        | Whiplash                                      | Damien Chazelle                       |
| 2015 | Me and Earl and the Dying Girl                  | Ich und Earl und das Mädchen                  | Alfonso Gomez-Rejon                   |
| 2016 | The Birth of a Nation                           | The Birth of a Nation – Aufstand zur Freiheit | Nate Parker                           |
| 2017 | I Don’t Feel at Home in This World Anymore      | Fremd in der Welt                             | Macon Blair                           |
| 2018 | The Miseducation of Cameron Post                | The Miseducation of Cameron Post              | Desiree Akhavan                       |
| 2019 | Clemency                                        | Clemency                                      | Chinonye Chukwu                       |
| 2020 | Minari                                          | Minari – Wo wir Wurzeln schlagen              | Lee Isaac Chung                       |
| 2021 | Coda                                            | Coda                                          | Siân Heder                            |
| 2022 | Nanny                                           | Nanny                                         | Nikyatu Jusu                          |
| 2023 | A Thousand and One                              | A Thousand and One                            | A. V. Rockwell                        |
| 2024 | In the Summers                                  | k. A.                                         | Alessandra Lacorazza                  |
| 2025 | Atropia                                         | k. A.                                         | Hailey Gates                          |